# Каза ди Кура Санта Ђулијана (Верона)
Каза ди Кура Санта Ђулијана је насеље у Италији у округу Верона, региону Венето.
Према процени из 2011. у насељу је живело 78 становника. Насеље се налази на надморској висини од 254 м.